# Communistische Partij van Finland
De Communistische Partij van Finland (Fins: Suomen Kommunistinen Puolue, Zweeds: Finlands kommunistiska parti) is een voormalige communistische partij in Finland.

## Geschiedenis
Vlak voor de Finse Burgeroorlog radicaliseerde een deel van de Sociaaldemocratische Partij (SDP). In januari 1918 pleegde deze radicale vleugel van de SDP een staatsgreep in Helsinki en de Finse Socialistische Radenrepubliek werd uitgeroepen. De Finse Burgeroorlog die daarop volgde werd verloren door de radenrepubliek, haar Rode Leger moest het onderspit delven tegen het Witte Leger van generaal Mannerheim. De verslagen restanten van het Rode Leger en een deel van de radicale SDP'ers vluchtten naar de Sovjet-Unie. Op 29 augustus 1918 werd in Moskou de Finse Communistische Partij (SKP) opgericht.
In Finland zelf was de SKP verboden, daarvoor werd er in Finland de Socialistische Arbeiderspartij opgericht. In feite was dit een communistische partij. Hoofd van Socialistische Arbeiderspartij werd Arvo Tuominen (1894-1981), een vroegere secretaris van Lenin. De Socialistische Arbeiderspartij infiltreerde in de Vakbondsfederatie, waarvan Tuominen vicevoorzitter werd. Tuominen werd in 1922 gearresteerd en de Socialistische Arbeiderspartij werd verboden. Vlak daarvoor veroverde de Socialistische Arbeiderspartij nog 27 zetels in de Eduskunta (parlement). Daarna herrees er een links front dat in 1929 ook 27 zetels veroverde. In 1930 werd ook dit linkse front verboden.

### Winteroorlog
De leider van de Finse Communistische Partij in de Sovjet-Unie, Otto Kuusinen, werd in november 1939, aan het begin van de Winteroorlog tussen Finland en de Sovjet-Unie naar het door de Russen veroverde grensstadje Terijoki gestuurd waar hij voorzitter werd van de Finse Democratische Republiek. Stalin hoopte dat de socialistische arbeiders in Finland massaal de kant zouden kiezen van de regering in Terrijoki en dat de burgerlijke regering in Helsinki zou vallen tijdens een revolutie en dat Kuusinen dan de nieuwe leider van Finland zou worden. Kuusinen riep Tuominen, die in ballingschap in Stockholm leefde, om zijn kant te kiezen. Kuusinen bood hem zelfs het premierschap van de Democratische Republiek aan. Tuominen weigerde en riep de communisten in Finland op om tegen de Russen te strijden. Stalin zag in dat de Democratische Republiek te Terijoki een mislukking werd en hief haar op. In maart 1940 sloten de Sovjet-Unie en de burgerlijke regering te Helsinki vrede. Kuusinen werd president van de Sovjetrepubliek Karelië.

### Vervolgoorlog
Tijdens de Vervolgoorlog tegen de Sovjet-Unie (1941-1944), waarin Finland haar tijdens de Winteroorlog verloren gegane gebied probeerde te veroveren, pleegden leden van de ondergrondse communistische partij verzet. In 1944 sloten de USSR en Finland een wapenstilstandsverdrag. Een van de bepalingen van het verdrag was de legalisering van de Finse Communistische Partij. 

### 1944-1990
De legale SKP deed een oproep aan alle legale krachten om tot een gezamenlijk volksfront te komen. In oktober 1944 ontstond zo de Finse Volksdemocratische Liga (SKDL). De SKDL werd overigens geheel gedomineerd door de SKP.
Sinds haar legalisering was er een bittere strijd met de Sociaaldemocratische Partij, vooral in de periode 1945-1963. De SDP en SKP vochten om de macht in de vakbonden en andere linkse organisaties. Nadat de macht zogenaamde Tanneritische vleugel (genoemd naar partijsecretaris Väinö Tanner) binnen de SDP in 1963 was gebroken, verbeterden de betrekkingen iets. Van vriendelijke contacten onderling of het idee van een gezamenlijk front was echter geen sprake. 
In 1969 brak er een ideologische strijd uit binnen de SKP. Orthodoxe marxisten en Eurocommunisten waren het niet eens over de koers. De Orthodoxen wilden een op de USSR gerichte, strikt marxistische koers, terwijl de eurocommunisten zich oriënteerden op de communistische partijen in West-Europa (w.o. de Franse en Italiaanse communistische partijen) en streefden naar een "Finse weg naar het communisme." In feite was er sinds 1969 spraken van een informele breuk, sinds 1986 een formele breuk. In dat jaar scheidden de Taistoïsten (zo genoemd naar hun leider Taisto Sinisalo) zich van de SKP af en vormden de Communistische Partij van Finland (Verenigd) (SKPy). De SKPy stichtte ook een nieuw volksfront, het Democratisch Alternatief.
Bij de verkiezingen van 1987 ging de SKP van 17 naar 16 zetels, de SKPy van 10 naar 4 zetels.
In 1989 werd de SKDL opgeheven. Opvolger van de SKDL werd de Linkse Alliantie, waartoe ook de SKP ging behoren. De SKP werd in 1990 officieel opgeheven.

## Verkiezingsuitslagen in procenten
- 1922: 14,8%
- 1924: 10,4%
- 1927: 12,1%
- 1929: 13,5%
- 1930: 1,0%
- 1933:
- 1936:
- 1939:
- 1945: 23,5%
- 1948: 20,0%
- 1951: 21,6%
- 1954: 21,6%
- 1958: 23,2%
- 1962: 22,0%
- 1966: 21,2%
- 1970: 16.6%
- 1972: 17,0%
- 1975: 18.9%
- 1979: 17,9%
- 1983: 14,0%
- 1987: 9,4%

## Voorzitters van de SKP
- Yrjö Sirola - 1918-1920
- Kullervo Manner - 1920-1930 (1930-1935 illegaal)
- Aimo Aaltonen - 1944-1945
- Aaro Uusitalo - 1945-1948
- Aimo Aaltonen - 1948-1966
- Aarne Saarinen - 1966-1982
- Jouko Kajanoja - 1982-1984
- Arvo Aalto - 1984-1988
- Jarmo Wahlström - 1988-1990
- Heljä Tammisola - 1990